# Salvia hians
Salvia hians  (лат.) — вид рода Шалфей (Salvia) семейства Яснотковые (Lamiaceae).
Растение встречается в Гималаях на территории Пакистана и Бутана, обычно в Кашмире. Растёт на высотах от 2400 до 4000 метров на открытых склонах и в лесах.
Salvia hians формирует куст высотою в 1 метр и шириной до 60 см. Листья, как правило, ланцетные, слегка волосатые, до 25 см в длину. Цветки сумеречно-фиолетового цвета расположены на концах черенков, немного выступающих над листвой.

## Использование
В Индии корни растения используются в качестве стимулятора, в Непале они могут быть использованы в качестве средства при дизентерии.